# كريستين بودينز
كريستين بودينز (مواليد 9 فبراير 1993) هي لاعبة رمي القرص ألمانية، فازت بالميدالية الفضية في أولمبياد 2020.